# Novela
Novela (do italiano novella: notícia; narração de acontecimento real ou imaginário) é um gênero literário que consiste em uma narrativa de caráter breve, sendo, porém, considerado o gênero mediano entre o conto, de menor extensão, e o romance,[2] de maior extensão. Dentre as principais características desse gênero estão: o número reduzido de personagens, a sequencialidade dos fatos, a linguagem objetiva, a narração rápida e a variedade de temas.

## A novela literária
Os estudos dos gêneros literários de língua portuguesa classificam, grosso modo, as narrativas em romance, novela ou conto. Os equivalentes de novela em inglês, francês e espanhol são novella, nouvelle e novela corta ou novele, respectivamente. Para não confundir, convém lembrar que romance em inglês é chamado novel, em francês chama-se roman, e em espanhol, novela.
Para Carlos Reis (2003), enquanto no conto a ação manifesta-se como uma ação singular e concentrada, no romance há um paralelo de várias ações e na novela há uma concatenação de ações individualizadas. Eikhenbaum, formalista russo, define a diferença entre um e outro em artigo de 1925. Para ele, "o romance é sincrético, provém da história, do relato de viagem, enquanto novela é fundamental: provém do conto (Poe) e da anedota (Mark Twain). A novela baseia-se num conflito e tudo o mais tende para a conclusão."
A Novela literária, gênero menos popular no Brasil, possui uma rapidez na narração, podendo ser escrita nos gêneros narrativo, lírico e dramático. Para Soares (2007), a ação é predominante na narrativa novelística, o que dá a esse gênero uma feição dramática, pois os conflitos existentes no decorrer da narração são postos em destaques e todos tendem para a conclusão, para a solução.

## Primórdios da novela
As origens da novela, como gênero literário, remontam aos primórdios do Renascimento, designadamente a Giovanni Boccaccio (1313-1375) e a sua grande obra, o Decameron, que, sobretudo por seu aspecto realista, rompeu com a tradição literária medieval. Trata-se de uma compilação de cem histórias contadas por dez pessoas refugiadas numa casa de campo para escaparem dos horrores da Peste Negra, a qual é objeto de uma vívida descrição no preâmbulo da obra.
Ao longo de dez dias (daí o nome decameron, do grego deca: dez), sete mulheres e três homens, para ocuparem as longas horas de ócio do seu autoimposto isolamento, combinam que todos os dias cada um conte uma história, geralmente subordinada a um tema designado por um deles. Refira-se ainda outra obra, escrita em francês, com o mesmo tipo de estruturação: o Heptameron, da autoria de Margarida de Navarra (1492-1549), rainha consorte de Henrique II de Navarra. Nessa, são dez viajantes que se abrigam de uma violenta tempestade numa abadia. Impossibilitados de comunicarem com o exterior, todos os dias cada um conta uma história, real ou inventada. Em forma de epílogo, cada uma é concluída com comentários dos participantes, em ameno diálogo. Era intenção da autora que, à semelhança do Decamerão, a obra compreendesse cem histórias, porém a morte impediu-a de realizar o seu intento, não indo além da segunda história do oitavo dia, num total de 72 relatos. Será também a morte prematura que poderá explicar uma certa pobreza de estilo, contrabalançada, porém, por uma grande perspicácia psicológica.

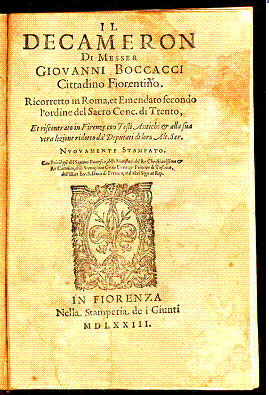
Decamerão, de Boccaccio

## Romance, novela e conto: diferenças
Em comparação ao romance, pode-se dizer que a novela apresenta uma maior economia de recursos narrativos; em relação ao conto, há um maior desenvolvimento de enredo e de personagens. A novela é, então, uma forma intermediária entre o conto e o romance, caracterizada, em geral, por uma narrativa de extensão média, na qual toda a ação acompanha a trajetória de poucos personagens, enquanto o romance apresenta diversas tramas e linhas narrativas.
O romance, gênero maior, possui diversos personagens, a narrativa é desenvolvida por meio de enredos e os fatos são desencadeados gradualmente, sendo todos bem detalhados. A novela, no entanto, possui menos personagens e os fatos são desenvolvidos de forma rápida, sem tantos detalhes em relação ao romance. O conto, por sua vez, é mais instantâneo, mais rápido que a novela; nele, os fatos são desenvolvidos em poucas palavras, constituindo o gênero mais curto entre os três. 
Em ambos os gêneros narrativas são construídas, mas de maneira singular em cada um. Os três gêneros diferem em extensão, na quantidade de personagens, na economia de informações, no narrar e em diversos fatores. 

## Novela e Telenovela
A novela literária corresponde a uma narração que gira em torno das ações dos personagens. Para Soares (2007), na novela “faz-se predominar a ação sobre as análises e as descrições e são selecionados os momentos de crise, aqueles que impulsionam rapidamente a diegese para o final”. 
A Telenovela, por sua vez, é uma história de ficção, desenvolvida na televisão, na qual atores e atrizes desenvolvem os papéis de personagens. É dividida em capítulos ou episódios, sendo exibidos em um número médio de 100 capítulos. Algumas vezes, as telenovelas são resultados de adaptações de romances e novelas. Entretanto, não se pode confundir novela literária com telenovela, mesmo que a telenovela seja chamada, costumeiramente, de novela. 

## Exemplos de novelas
- A Metamorfose, de Franz Kafka
- Manhã Transfigurada, de Luiz Antonio de Assis Brasil
- O Fantasma da Ópera, de Gaston Leroux
- Um Copo de Cólera, de Raduan Nassar
- Terra e Cinzas, de Atiq Rahimi
- A Fera na Selva, de Henry James
- Autobiografia de um Ex-Negro, de James Weldon Johnson
- Crônica de uma Morte Anunciada, de Gabriel Garcia Marquez
- O Conto da Ilha Desconhecida, de José Saramago
- A Morte de Ivan Ilitch, de Liev Tolstói
- Morte em Veneza, de Thomas Mann
- Uma Criatura Dócil, de Fiódor Dostoiévski
- A Volta do Parafuso, de Henry James
- Novela de Xadrez ou Xadrez, de Stefan Zweig
- O Alienista, de Machado de Assis